# Luctuosissimi Eventus

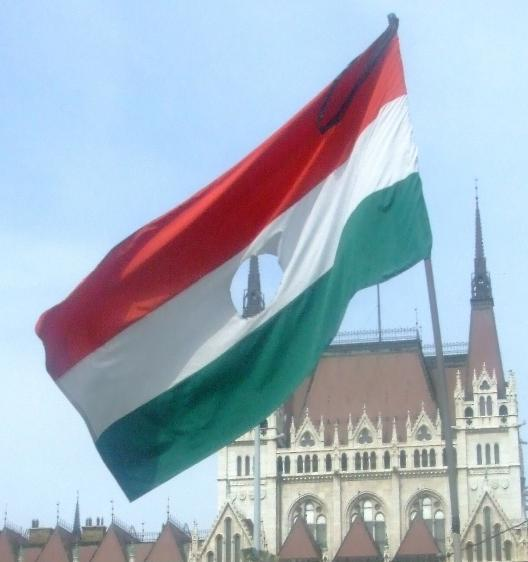
De officieuze vlag van de Hongaarse Opstand

Luctuosissimi Eventus (Latijn voor De allerdroevigste gebeurtenissen) is een - korte - encycliek die paus Pius XII uitvaardigde op 28 oktober 1956 met betrekking tot de Hongaarse Opstand.
De paus schrijft dat zijn vaderlijke gemoed diep getroffen is door de gebeurtenissen in Hongarije. Het is daarom dat de paus een hartstochtelijke oproep doet aan alle bisschoppen:
opdat gij bezield door broederlijke naastenliefde, tezamen met Onze smeekbeden uw gebed tot God moogt richten om van Hem, in wiens handen het lot der volkeren ligt en niet alleen de macht maar ook het leven van degenen, die hen regeren, het einde van zoveel bloedvergieten en de komst van de ware vrede, die gegrondvest is op rechtvaardigheid, liefde en op rechtmatige vrijheid, te verkrijgen.
De paus zegt dankbare herinneringen te koesteren aan de tijd dat hij als speciaal delegaat van paus Pius XI het Internationaal Eucharistisch Congres (in 1938) bijwoonde in Boedapest: Wij konden toen tot Onze vreugde en troost opmerken met welk een vurige vroomheid en diepe verering de katholieken van Hongarije het Allerheiligste Sacrament des AItaars, dat in triomf door de straten der stad werd gedragen, volgden Op grond van deze ervaring koestert de paus het vertrouwen dat het Hongaarse volk in deze tijden van beproeving zijn smeekbeden tot God zal richten. Daarnaast roept de paus de gehele christenheid op tot een Kruistocht des Gebeds: laten alle Christenen tezamen met hen de zo machtige tussenkomst van de H. Maagd Maria inroepen, wier voorspraak zulk gewicht bij God bezit, omdat zij immers de Goddelijke Verlosser heeft gebaard en onze liefderijke Moeder is.
Reeds enkele dagen later zou de paus een nieuwe encycliek uitvaardigen - Laetamur Admodum - waarin hij vaststelde dat de gebeden waren verhoord. De Hongaarse opstandelingen hadden namelijk aartsbisschop József Mindszenty uit zijn gevangenschap bevrijd en dit strekte de paus tot grote vreugde. Weer een aantal daarna volgde een derde encycliek over de Hongaarse Opstand, Datis Nuperrime, waarin de paus het ingrijpen van de Russische troepen ten sterkste veroordeelde.